# Breno (Lombardei)
Breno (deutsch veraltet Brenn) ist eine Gemeinde in der Provinz Brescia, Lombardei mit 4627 Einwohnern (Stand 31. Dezember 2023). Breno ist Hauptort des Valcamonica.
Auf dem Felsen über der Stadt liegen die Reste der Burg von Breno.
Der Bahnhof Breno liegt an der Bahnstrecke Brescia–Iseo–Edolo.

## Galerie

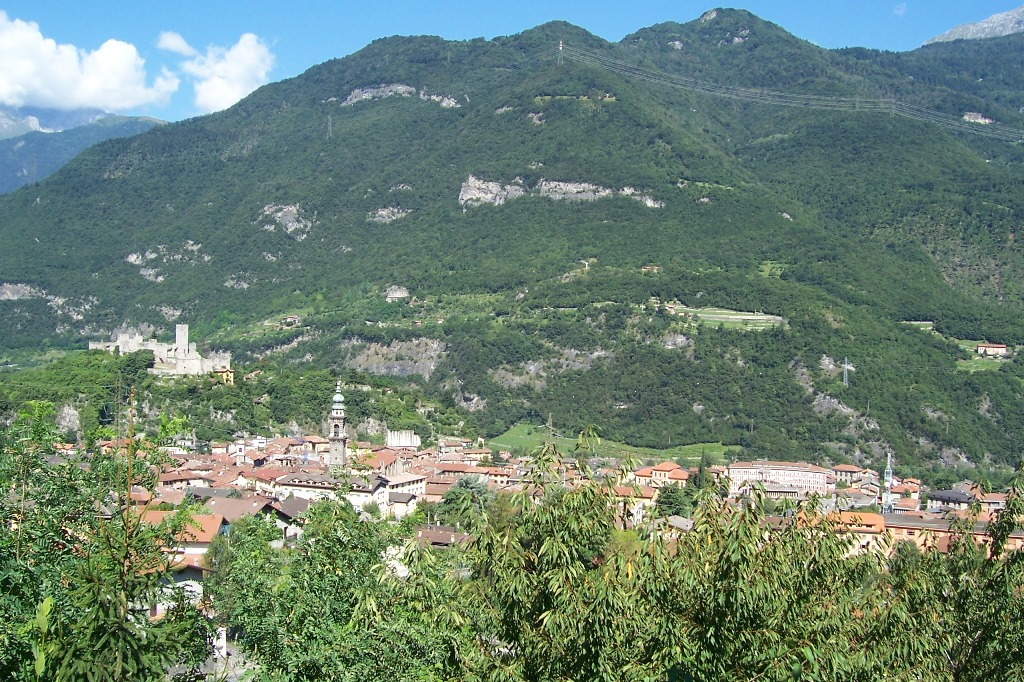
Breno
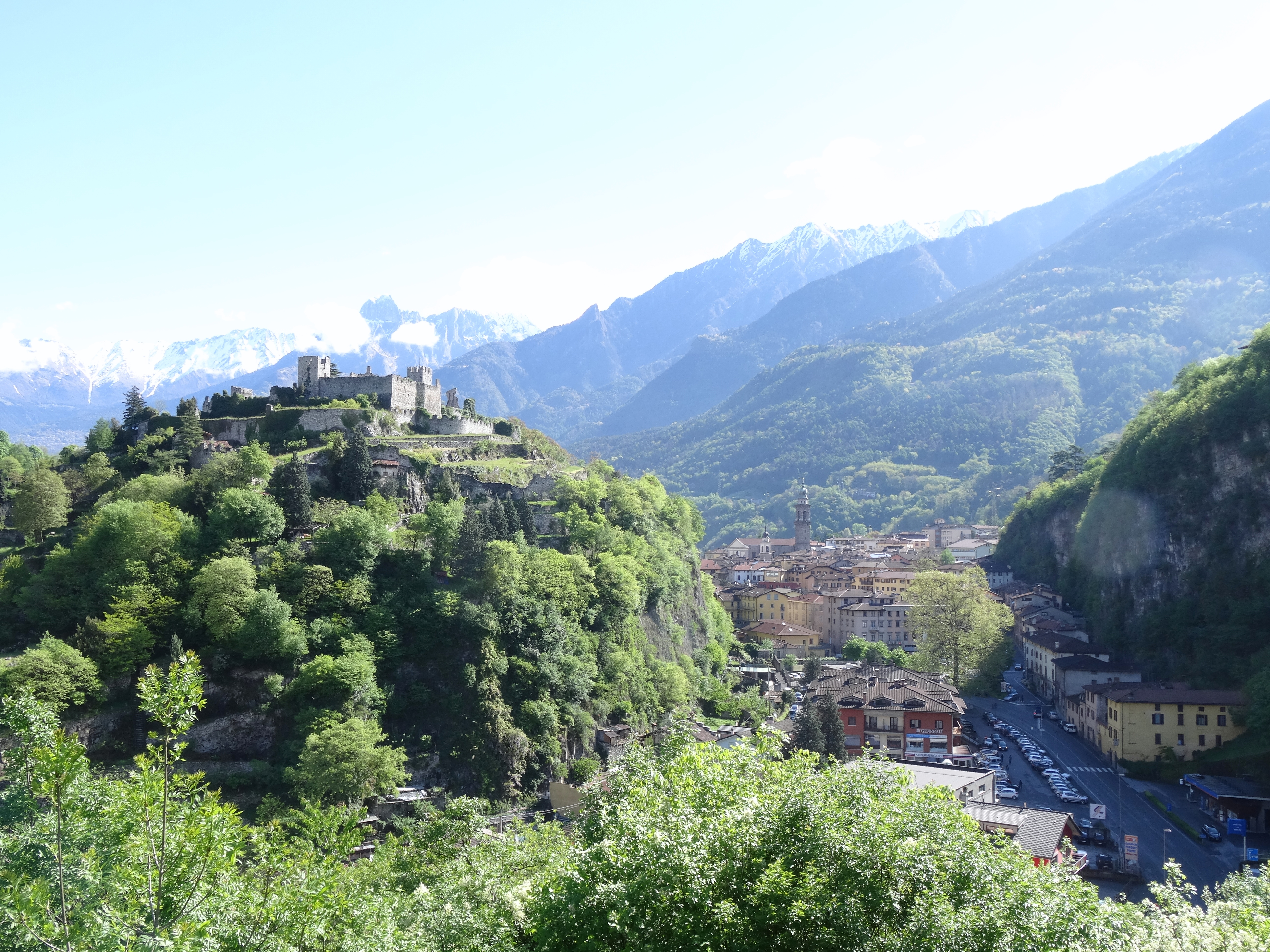
Burg von Breno, Sicht auf die Altstadt

## Persönlichkeiten
- Melania Grego (* 1973), Wasserballspielerin
- Alberto Brizzi (* 1984), Tennisspieler